# 2024-es Formula–1 osztrák nagydíj
Az osztrák nagydíj a 2024-es Formula–1 világbajnokság tizenegyedik futama volt, amelyet 2024. június 28. és június 30. között rendeztek meg a Red Bull Ringen, Spielberg városában.

## Választható keverékek
| Abroncs              | Friss | Használt |
| -------------------- | ----- | -------- |
| Kemény keverék (C3)  |       |          |
| Közepes keverék (C4) |       |          |
| Lágy keverék (C5)    |       |          |
| Átmeneti esőgumi (I) |       |          |
| Teljes esőgumi (W)   |       |          |

## Szabadedzés
Az osztrák nagydíj szabadedzését június 28-án, péntek délután tartották, magyar idő szerint 12:30-tól.
| helyezés | versenyző        | csapat/motor                 | elért idő | különbség | futott kör |
| -------- | ---------------- | ---------------------------- | --------- | --------- | ---------- |
| 1        | Max Verstappen   | Red Bull Racing-Honda RBPT   | 1:05,685  |           | 28         |
| 2        | Oscar Piastri    | McLaren-Mercedes             | 1:05,961  | +0,276    | 32         |
| 3        | Charles Leclerc  | Ferrari                      | 1:06,055  | +0,370    | 31         |
| 4        | Carlos Sainz Jr. | Ferrari                      | 1:06,128  | +0,443    | 31         |
| 5        | Lewis Hamilton   | Mercedes                     | 1:06,254  | +0,569    | 39         |
| 6        | Esteban Ocon     | Alpine-Renault               | 1:06,297  | +0,612    | 30         |
| 7        | Lance Stroll     | Aston Martin Aramco-Mercedes | 1:06,384  | +0,699    | 27         |
| 8        | George Russell   | Mercedes                     | 1:06,386  | +0,701    | 32         |
| 9        | Cunoda Júki      | RB-Honda RBPT                | 1:06,579  | +0,894    | 30         |
| 10       | Fernando Alonso  | Aston Martin Aramco-Mercedes | 1:06,603  | +0,918    | 30         |
| 11       | Pierre Gasly     | Alpine-Renault               | 1:06,734  | +1,049    | 28         |
| 12       | Sergio Pérez     | Red Bull Racing-Honda RBPT   | 1:06,783  | +1,098    | 24         |
| 13       | Lando Norris     | McLaren-Mercedes             | 1:06,880  | +1,195    | 30         |
| 14       | Csou Kuan-jü     | Kick Sauber-Ferrari          | 1:06,919  | +1,234    | 28         |
| 15       | Valtteri Bottas  | Kick Sauber-Ferrari          | 1:06,925  | +1,240    | 29         |
| 16       | Daniel Ricciardo | RB-Honda RBPT                | 1:06,962  | +1,277    | 31         |
| 17       | Nico Hülkenberg  | Haas-Ferrari                 | 1:06,966  | +1,281    | 31         |
| 18       | Alexander Albon  | Williams-Mercedes            | 1:06,995  | +1,310    | 28         |
| 19       | Kevin Magnussen  | Haas-Ferrari                 | 1:07,145  | +1,460    | 31         |
| 20       | Logan Sargeant   | Williams-Mercedes            | 1:07,259  | +1,574    | 29         |

## Sprintidőmérő
Az osztrák nagydíj sprintidőmérőjét június 28-án, péntek délután tartották, magyar idő szerint 16:30-tól.
| helyezés | rajtszám | versenyző        | csapat/motor                 | 1. rész  | 2. rész    | 3. rész    | rajthely | futott kör |
| -------- | -------- | ---------------- | ---------------------------- | -------- | ---------- | ---------- | -------- | ---------- |
| 1        | 1        | Max Verstappen   | Red Bull Racing-Honda RBPT   | 1:05,690 | 1:05,186   | 1:04,686   | 1        | 11         |
| 2        | 4        | Lando Norris     | McLaren-Mercedes             | 1:05,786 | 1:05,561   | 1:04,779   | 2        | 13         |
| 3        | 81       | Oscar Piastri    | McLaren-Mercedes             | 1:06,081 | 1:05,379   | 1:04,987   | 3        | 14         |
| 4        | 63       | George Russell   | Mercedes                     | 1:05,764 | 1:05,325   | 1:05,054   | 4        | 9          |
| 5        | 55       | Carlos Sainz Jr. | Ferrari                      | 1:05,781 | 1:05,435   | 1:05,126   | 5        | 12         |
| 6        | 44       | Lewis Hamilton   | Mercedes                     | 1:06,504 | 1:05,539   | 1:05,270   | 6        | 13         |
| 7        | 11       | Sergio Pérez     | Red Bull Racing-Honda RBPT   | 1:06,256 | 1:05,612   | 1:06,008   | 7        | 14         |
| 8        | 31       | Esteban Ocon     | Alpine-Renault               | 1:06,343 | 1:05,686   | 1:06,101   | 8        | 12         |
| 9        | 10       | Pierre Gasly     | Alpine-Renault               | 1:06,465 | 1:05,757   | 1:06,624   | 9        | 12         |
| 10       | 16       | Charles Leclerc  | Ferrari                      | 1:06,149 | 1:05,526   | idő nélkül | 10       | 12         |
| 11       | 20       | Kevin Magnussen  | Haas-Ferrari                 | 1:06,387 | 1:05,806   |            | 11       | 8          |
| 12       | 18       | Lance Stroll     | Aston Martin Aramco-Mercedes | 1:06,037 | 1:05,847   |            | 12       | 8          |
| 13       | 14       | Fernando Alonso  | Aston Martin Aramco-Mercedes | 1:06,487 | 1:05,878   |            | 13       | 9          |
| 14       | 22       | Cunoda Júki      | RB-Honda RBPT                | 1:06,557 | 1:05,960   |            | 14       | 9          |
| 15       | 2        | Logan Sargeant   | Williams-Mercedes            | 1:06,518 | idő nélkül |            | 15       | 9          |
| 16       | 3        | Daniel Ricciardo | RB-Honda RBPT                | 1:06,581 |            |            | 16       | 6          |
| 17       | 27       | Nico Hülkenberg  | Haas-Ferrari                 | 1:06,583 |            |            | 17       | 6          |
| 18       | 77       | Valtteri Bottas  | Kick Sauber-Ferrari          | 1:06,725 |            |            | 18       | 6          |
| 19       | 23       | Alexander Albon  | Williams-Mercedes            | 1:06,754 |            |            | box      | 6          |
| 20       | 24       | Csou Kuan-jü     | Kick Sauber-Ferrari          | 1:07,197 |            |            | 19       | 6          |

## Sprintfutam
Az osztrák nagydíj sprintfutamát június 29-én, szombaton délben tartották, magyar idő szerint 12:00-tól.
| helyezés | rajtszám | versenyző        | csapat/motor                 | futott kör[a] | idő/kiesés oka | rajthely | pont |
| -------- | -------- | ---------------- | ---------------------------- | ------------- | -------------- | -------- | ---- |
| 1        | 1        | Max Verstappen   | Red Bull Racing-Honda RBPT   | 23            | 26:41,389      | 1        | 8    |
| 2        | 81       | Oscar Piastri    | McLaren-Mercedes             | 23            | +4,616         | 3        | 7    |
| 3        | 4        | Lando Norris     | McLaren-Mercedes             | 23            | +5,348         | 2        | 6    |
| 4        | 63       | George Russell   | Mercedes                     | 23            | +8.354         | 4        | 5    |
| 5        | 55       | Carlos Sainz Jr. | Ferrari                      | 23            | +9,989         | 5        | 4    |
| 6        | 44       | Lewis Hamilton   | Mercedes                     | 23            | +11,207        | 6        | 3    |
| 7        | 16       | Charles Leclerc  | Ferrari                      | 23            | +13,424        | 10       | 2    |
| 8        | 11       | Sergio Pérez     | Red Bull Racing-Honda RBPT   | 23            | +17,409        | 7        | 1    |
| 9        | 20       | Kevin Magnussen  | Haas-Ferrari                 | 23            | +24,067        | 11       |      |
| 10       | 18       | Lance Stroll     | Aston Martin Aramco-Mercedes | 23            | +30,175        | 12       |      |
| 11       | 31       | Esteban Ocon     | Alpine-Renault               | 23            | +30,839        | 8        |      |
| 12       | 10       | Pierre Gasly     | Alpine-Renault               | 23            | +31,308        | 9        |      |
| 13       | 22       | Cunoda Júki      | RB-Honda RBPT                | 23            | +35,452        | 14       |      |
| 14       | 3        | Daniel Ricciardo | RB-Honda RBPT                | 23            | +39,397        | 16       |      |
| 15       | 14       | Fernando Alonso  | Aston Martin Aramco-Mercedes | 23            | +43,155        | 13       |      |
| 16       | 2        | Logan Sargeant   | Williams-Mercedes            | 23            | +44,076        | 15       |      |
| 17       | 23       | Alexander Albon  | Williams-Mercedes            | 23            | +44,673        | box      |      |
| 18       | 77       | Valtteri Bottas  | Kick Sauber-Ferrari          | 23            | +46,511        | 18       |      |
| 19       | 27       | Nico Hülkenberg  | Haas-Ferrari                 | 23            | +48,423[b]     | 17       |      |
| 20       | 24       | Csou Kuan-jü     | Kick Sauber-Ferrari          | 23            | +53,143        | 19       |      |

Megjegyzések:
- ↑ a:  A verseny eredetileg 24 körös lett volna, azonban egy félbeszakított rajtprocedúra miatt 1 körrel kevesebbet teljesített a mezőny.
- ↑ b:  Nico Hülkenberg egy másik versenyző leszorítása miatt egy 10 másodperces büntetést kapott.

## Időmérő edzés
Az osztrák nagydíj időmérő edzését június 29-én, szombaton délután tartották, magyar idő szerint 16:00-tól.
| helyezés | rajtszám | versenyző        | csapat/motor                 | 1. rész  | 2. rész  | 3. rész  | rajthely | futott kör |
| -------- | -------- | ---------------- | ---------------------------- | -------- | -------- | -------- | -------- | ---------- |
| 1        | 1        | Max Verstappen   | Red Bull Racing-Honda RBPT   | 1:05,336 | 1:04,469 | 1:04,314 | 1        | 18         |
| 2        | 4        | Lando Norris     | McLaren-Mercedes             | 1:05,450 | 1:05,103 | 1:04,718 | 2        | 20         |
| 3        | 63       | George Russell   | Mercedes                     | 1:05,585 | 1:05,016 | 1:04,840 | 3        | 18         |
| 4        | 55       | Carlos Sainz Jr. | Ferrari                      | 1:05,263 | 1:05,016 | 1:04,851 | 4        | 18         |
| 5        | 44       | Lewis Hamilton   | Mercedes                     | 1:05,541 | 1:05,053 | 1:04,903 | 5        | 18         |
| 6        | 16       | Charles Leclerc  | Ferrari                      | 1:05,509 | 1:05,104 | 1:05,044 | 6        | 22         |
| 7        | 81       | Oscar Piastri    | McLaren-Mercedes             | 1:05,311 | 1:05,070 | 1:05,048 | 7        | 17         |
| 8        | 11       | Sergio Pérez     | Red Bull Racing-Honda RBPT   | 1:05,587 | 1:05,144 | 1:05,202 | 8        | 21         |
| 9        | 27       | Nico Hülkenberg  | Haas-Ferrari                 | 1:05,596 | 1:05,262 | 1:05,385 | 9        | 21         |
| 10       | 31       | Esteban Ocon     | Alpine-Renault               | 1:05,574 | 1:05,274 | 1:05,883 | 10       | 24         |
| 11       | 3        | Daniel Ricciardo | RB-Honda RBPT                | 1:05,569 | 1:05,289 |          | 11       | 15         |
| 12       | 20       | Kevin Magnussen  | Haas-Ferrari                 | 1:05,508 | 1:05,347 |          | 12       | 15         |
| 13       | 10       | Pierre Gasly     | Alpine-Renault               | 1:05,598 | 1:05,359 |          | 13       | 18         |
| 14       | 22       | Cunoda Júki      | RB-Honda RBPT                | 1:05,563 | 1:05,412 |          | 14       | 15         |
| 15       | 14       | Fernando Alonso  | Aston Martin Aramco-Mercedes | 1:05,656 | 1:05,639 |          | 15       | 15         |
| 16       | 23       | Alexander Albon  | Williams-Mercedes            | 1:05,736 |          |          | 16       | 9          |
| 17       | 18       | Lance Stroll     | Aston Martin Aramco-Mercedes | 1:05,819 |          |          | 17       | 9          |
| 18       | 77       | Valtteri Bottas  | Kick Sauber-Ferrari          | 1:05,847 |          |          | 18       | 9          |
| 19       | 2        | Logan Sargeant   | Williams-Mercedes            | 1:05,856 |          |          | 19       | 9          |
| 20       | 24       | Csou Kuan-jü     | Kick Sauber-Ferrari          | 1:06,061 |          |          | box      | 9          |

## Futam
Az osztrák nagydíj futamát június 30-án, vasárnap délután tartották, magyar idő szerint 15:00-tól.
| helyezés | rajtszám | versenyző        | csapat/motor                 | futott kör | idő/kiesés oka   | rajthely | pont |
| -------- | -------- | ---------------- | ---------------------------- | ---------- | ---------------- | -------- | ---- |
| 1        | 63       | George Russell   | Mercedes                     | 71         | 1:24:22,798      | 3        | 25   |
| 2        | 81       | Oscar Piastri    | McLaren-Mercedes             | 71         | +1,906           | 7        | 18   |
| 3        | 55       | Carlos Sainz Jr. | Ferrari                      | 71         | +4,533           | 4        | 15   |
| 4        | 44       | Lewis Hamilton   | Mercedes                     | 71         | +23,142          | 5        | 12   |
| 5        | 1        | Max Verstappen   | Red Bull Racing-Honda RBPT   | 71         | +37,253[c]       | 1        | 10   |
| 6        | 27       | Nico Hülkenberg  | Haas-Ferrari                 | 71         | +54,088          | 9        | 8    |
| 7        | 11       | Sergio Pérez     | Red Bull Racing-Honda RBPT   | 71         | +54,672          | 8        | 6    |
| 8        | 20       | Kevin Magnussen  | Haas-Ferrari                 | 71         | +1:00,355        | 12       | 4    |
| 9        | 3        | Daniel Ricciardo | RB-Honda RBPT                | 71         | +1:01,169        | 11       | 2    |
| 10       | 10       | Pierre Gasly     | Alpine-Renault               | 71         | +1:01,766        | 13       | 1    |
| 11       | 16       | Charles Leclerc  | Ferrari                      | 71         | +1:07,056        | 6        |      |
| 12       | 31       | Esteban Ocon     | Alpine-Renault               | 71         | +1:08,325        | 10       |      |
| 13       | 18       | Lance Stroll     | Aston Martin Aramco-Mercedes | 70         | +1 kör           | 17       |      |
| 14       | 22       | Cunoda Júki      | RB-Honda RBPT                | 70         | +1 kör           | 14       |      |
| 15       | 23       | Alexander Albon  | Williams-Mercedes            | 70         | +1 kör[d]        | 16       |      |
| 16       | 77       | Valtteri Bottas  | Kick Sauber-Ferrari          | 70         | +1 kör           | 18       |      |
| 17       | 24       | Csou Kuan-jü     | Kick Sauber-Ferrari          | 70         | +1 kör           | box      |      |
| 18[e]    | 14       | Fernando Alonso  | Aston Martin Aramco-Mercedes | 70         | +1 kör           | 15       |      |
| 19       | 2        | Logan Sargeant   | Williams-Mercedes            | 69         | +2 kör           | 19       |      |
| 20[f]    | 4        | Lando Norris     | McLaren-Mercedes             | 64         | ütközési sérülés | 2        |      |

Megjegyzések:
- ↑ c:  Max Verstappen elkerülhető baleset okozásáért egy 10 másodperces büntetést kapott.
- ↑ d:  Alexander Albon áthaladt a fehér vonalon a boxutca bejáratánál, ezért egy 5 másodperces büntetést kapott.
- ↑ e:  Fernando Alonso  futotta meg a leggyorsabb kört, azonban a legjobb 10-en kívül fejezte be a versenyt, ezért a bónuszpontot nem kapta meg.
- ↑ f:  Lando Norris nem fejezte be a futamot, de helyezését értékelték, mivel a versenytáv több, mint 90%-át teljesítette.

## A világbajnokság állása a verseny után
| H   | Versenyzők       | Pont | H   | Konstruktőrök                | Pont |
| --- | ---------------- | ---- | --- | ---------------------------- | ---- |
| 1.  | Max Verstappen   | 237  | 1.  | Red Bull Racing-Honda RBPT   | 355  |
| 2.  | Lando Norris     | 156  | 2.  | Ferrari                      | 291  |
| 3.  | Charles Leclerc  | 150  | 3.  | McLaren-Mercedes             | 268  |
| 4.  | Carlos Sainz Jr. | 135  | 4.  | Mercedes                     | 196  |
| 5.  | Sergio Pérez     | 118  | 5.  | Aston Martin Aramco-Mercedes | 58   |
| 6.  | Oscar Piastri    | 112  | 6.  | RB-Honda RBPT                | 30   |
| 7.  | George Russell   | 111  | 7.  | Haas-Ferrari                 | 19   |
| 8.  | Lewis Hamilton   | 85   | 8.  | Alpine-Renault               | 9    |
| 9.  | Fernando Alonso  | 41   | 9.  | Williams-Mercedes            | 2    |
| 10. | Cunoda Júki      | 19   | 10. | Kick Sauber-Ferrari          | 0    |

(A teljes táblázat)

## Statisztikák
- Vezető helyen:
  - Max Verstappen: 62 kör (1-23, 25-63)
  - George Russell: 8 kör (64–71)
  - Oscar Piastri: 1 kör (24)
- Max Verstappen 40. pole-pozíciója.
- Fernando Alonso 26. versenyben futott leggyorsabb köre.
- George Russell 2. futamgyőzelme.
- A Mercedes 126. futamgyőzelme.
- George Russell 13., Oscar Piastri 4., és Carlos Sainz Jr. 23. dobogós helyezése.